# نظام ويندوز الصوتي
نظام ويندوز الصوتي باللغة الإنجليزية Windows Media Audio هو عبارة عن سلسله من برامج ترميز الخاصة بالصوت ومتشابهاتها من صيغ ترميز الصوت المطوره من قبل مايكروسوفت.وهي تكنولوجيا مسجله وتعتبر جزء من اطار وسائط ويندوز.يتكون نظام ويمدوز الصوتي من اربع ترميزات مميزه.الترميز الاصلي لنظام ويندوز الصوتي، يعرف ببساطه ب (WMA)، وكان من المتوقع منافسته للترميزات المشهوره مثل إم بي 3 وريال أوديو.

## نبذة

لقطة شاشة لسلسلة Windows Media Encoder 9 ، تعرض خيارات ترميز جديدة لـ Windows Media Audio 10 Professional.

نظام ويندوز الصوتي المطور، النسخة المحسنه والمطوره من ناحية الترميزات تدعم تعدد القنوات ودقة وضوح الصوت العاليه. يتميز نظام ويندوز الصوتي بترميز قليل الفقد. يقوم نظام ويندوز الصوتي قليل الفقد بضغط معلومات الصوت بدون تقليل من جودة الصوت (تنسيق نظام ويندوز الصوتي الاولي كثير الفقد).نظام ويندوز الصوتي يهدف إلى محتويات الصوت، يطبق الضغط عن طريق مدى قليل من معدل البت.وطورت مايكروسوفت تناسق رقمي للبيانات يسمى ب منسق النظام المطور لتخزين ملفات الصوت المشفره عن طريق نظام ويندوز الصوتي.

## تاريخ التطوير
من أوائل الرموز المصنعة لنظام ويندوز الصوتي كان مقتبس من أعمال اوليه قد بداها هنريك مالفار وفريقه والذي تم نقله إلى فريق وسائط ويندوز في.مايكروسوفت كان مالفار باحثًا أول ومديرًا لمجموعة معالجة الإشارات في Microsoft Research ،  الذي عمل فريقه على مشروع ام اس اوديو تمت الإشارة إلى أول برنامج ترميز نهائي باسم ام اس اوديو 4.0 . تم إصداره رسميًا لاحقًا باسم نظام ويندوز الصوتي، كجزء من تكنولوجيا وسائط ويندوز 4.0. ادعت مايكروسوفت ان نظام ويندوز الصوتي يمكن أن ينتج ملفات بحجم يعادل نصف حجم ملفات امبي ثري ذات الجودة المكافئة، وقالت مايكروسوفت أيضا أن نظام ويندوز الصوتي يقدم جودة صوت «قريبه من جودة القرص المضغوط» عند 64 كيلوبايت / ثانية. ومع ذلك، تم رفض الادعاء السابق من قبل بعض عشاق الموسيقى. كما تم تحدي مايكروسوفت من قبل ريل نيتورك في ادعاءاتها بخصوص جودة الصوت الفائقة لـنظام ويندوز الصوتي مقارنةً بـ ريل اوديو.
تم إصدار تحديثات متاحه لنظام ويندوز الصوتي في 1999 باسم نظام ويندوز الصوتي2  ، نظام ويندوز الصوتي 7 في 2000، في   نظام ويندوز الصوتي 8 2001،  و نظام ويندوز الصوتي 9 في.2003 أعلنت مايكروسوفت لأول مرة عن خططها لترخيص تقنية نظام ويندوز الصوتي  لأطراف ثالثة في عام 1999. بالرغم من تشغيل الإصدارات السابقة من نظام ويندوز الصوتي لملفات WMA ، إلى انه لم تتم إضافة دعم إنشاء ملف لنظام ويندوز الصوتي حتى الإصدار السابع. في عام 2003، أصدرت مايكروسوفت  برامج ترميز صوتية جديدة لم تكن متوافقة مع برنامج ترميز نظام ويندوز الصوتي الأصلي. كانت برامج الترميز هذه هي نظام ويندوز الصوتي 9 المطور ،   نظام ويندوز الصوتي 9 قليل الفقد ،  و نظام ويندوز الصوتي (الصوت)
جميع إصدارات نظام ويندوز الصوتي منذ إصدار النسخة  9.0 وهي 9.1,9.2و10  وبالتالي لا تعتبر برامج ترميز منفصلة. الاستثناء الوحيد لهذا هو برنامج الترميز الاحترافي نظام ويندوز الصوتي 10 الذي يكون وضع معدل البت المنخفض (LBR) فيه متوافقًا فقط مع أجهزة فك التشفير نظام ويندوز الصوتي المطور الأقدم بمعدل نصف عينات (على غرار كيف يتوافق HE-AAC مع AAC-LC عكسيًا (.بتطلب فك التشفير الكامل لتدفقات بت WMA 10 إصدار10 Professional LBR أو WMA 10 أو أحدث وحدة فك ترميز.

## تنسيق الحاوية
نظام ويندوز الصوتي في اغلب الحالات يتم تضمين نظام تنسيق الانظمه المتقدم (ASF)، وهو تنسيق حاويه خاص بمايكروسوفت مخصص للصوت الرقمي أو الفيديو الرقمي. يحدد تنسيق حاوية ASF كيفية تشفير البيانات الوصفيه حول الملف. مشابه لإشارات أي دي ثري التي تستخدمها ملفات ام بي ثري.ومن الممكن تضمن البيانات الوصفيه لاسم الاغنيه ورقم المسار واسم الفنان وأيضا قيم تطبيع الصوت. ومن الممكن ان تدعم هذه الحاويه اختياريا لادارة الحقوق الرقميه (DRM) باستخدام مجموعه من تشفير المنحنى الاهليلجي، وتشفير كتلة DES ، وتشفير كتلة مخصص RC4 ، ووظيفة تجزئه SHA -1  للحصول على مزيد من المعلومات راجع Windows Media DRM.
منذ عام 2008، كانت تستخدم مايكروسوفت نظام ويندوز الصوتي المطور في تنسيق الملف المحمي القابل للتشغيل البيني (PIFF) استنادًا إلى تنسيق ملف الوسائط الأساسي ISO وأكثر الشركات تستخدمه  للتدفق السلس، وهو شكل من أشكال تدفق معدل البت المتكيف عبر. بروتوكول نقل النص التشعبي (http) معايير الصناعة ذات الصلة مثل DECE فوق البنفسجيه ولم يتم تصنيفها لنظام ويندوز الصوتي بمثابة ترميز الصوت المدعومة، والقرار في صالح الصناعة الأكثر انتشارا صناعة MPEG و Dolby للترميز الصوتي.

## الترميز
يتميز نظام ويندوز الصوتي ان كل ملف بمسار صوتي واحد بأحد التنسيقات الفرعية الأربعة: نظام ويندوز الصوتي أو نظام ويندوز الصوتي المطور أو نظام ويندوز الصوتي قليل الفقد أو نظام ويندوز الصوتي (الصوت). يتم تنفيذ هذه التنسيقات بشكل مختلف عن بعضها البعض، بحيث تكون متميزة تقنيًا وغير متوافقة بشكل متبادل، وهذا يعني أن الجهاز أو البرنامج المتوافق مع تنسيق فرعي واحد لا يدعم تلقائيًا أيًا من برامج الترميز الأخرى. يتم شرح كل برنامج ترميز أدناه.

### نظام ويندوز الصوتي
يعد نظام ويندوز الصوتي من أكثر برامج الترميز شيوعًامن ضمن برامج الترميز الأربعة. عادةً ما يشير الاستخدام العامي لمصطلح نظام ويندوز الصوتي ، خاصة في مواد التسويق ومواصفات الجهاز، عادة مايرمز إلى برنامج الترميز هذا فقط. يعتبر الإصدار الأول من برنامج الترميز الذي تم إصداره في عام 1999 باسم نظام ويندوز الصوتي 1. في نفس العام، تم تغيير بناء جملة خوارزية الضغط أو تدفق البتات، بطرق طفيفة وأصبح نظام ويندوز الصوتي 2. منذ ذلك الحين، تم إصدار إصدارات أحدث من برنامج الترميز، لكن عملية فك التشفير ظلت كما هي، مما يضمن التوافق بين إصدارات برامج الترميز.نظام ويندوز الصوتي هو برنامج ترميز صوتي مع فقدان البيانات يعتمد على دراسة علم الصوتيات النفسية. يتم ترميز الإشارات الصوتية التي تعتبر غير محسوسة للأذن البشرية بدقة منخفضة أثناء عملية الضغط.
يمكن لـ نظام ويندوز الصوتي تشفير الإشارات الصوتية التي تم أخذ عينات منها حتى 48كيلوهرتز مع ما يصل إلى قناتين منفصلتين (ستيريو). قدم نظام ويندوز الصوتي 9 تقنيات تشفير بمعدل بتات متغير (في بي ار) ومتوسط معدل بتات (أي بي ار) في مشفر ام اس على الرغم من أن كلاهما مدعوم تقنيًا من خلال التنسيق الأصلي. كما أضاف نظام ويندوز الصوتي 9.1 دعمًا للصوت منخفض التأخير، مما يقللزمن انتقال التشفير وفك التشفير.
في الأساس، نظام ويندوز الصوتي عبارة عن مشفر تحويل يعتمد على تحويل جيب التمام المنفصل المعدل (ام دي سي تي)، يشبه إلى حد ما AAC و Cook وVorbis . يتكون تيار بتات نظام ويندوز الصوتي من إطارات فائقة، يحتوي كل منها على إطار واحد أو أكثر من 2048 عينة. إذا لم يتم استخدام خزان البتات، فإن الإطار يساوي إطارًا فائقًا. يحتوي كل إطار على عدد من الكتل، وهي 128 أو 256 أو 512 أو 1024 أو 2048 عينة بعد فترة طويلة من تحويلها إلى مجال التردد عبر ام دي سي تي. في مجال التردد، يتم تحديد إخفاء العينات المحولة، ثم استخدامها لإعادة طلب العينات. أخيرًا، تتحلل عينات النقطة العائمة إلى معامل وأجزاء أس وتشفير هوفمان بشكل مستقل. عادةً ما يتم ترميز معلومات الاستريو في منتصف / جانب. بمعدلات بت منخفضة، أزواج طيفية للخط17كيلوبايت في الثانية وشكل من أشكال تشفير الضوضاء (عادة أقل من 33 كيلوبايت في الثانية) لتحسين الجودة.
مثل أي أي سي واوق فاربيس، كان القصد من نظام ويندوز الصوتي معالجة أوجه القصور الملحوظة في معيار ام بي ثري نظرًا لأهداف التصميم المشتركة، انتهى الأمر بالتنسيقات الثلاثة إلى اتخاذ خيارات تصميم مماثلة. الثلاثة جميعهم عبارة عن ترميز تحويل نقي. علاوة على ذلك، فإن تنفيذ ام دي سي تي المستخدم في نظام ويندوز الصوتي هو في الأساس مجموعة شاملة من تلك المستخدمة في اوق واي أي سي بحيث يمكن استخدام نظام ويندوز الصوتي أي ام دي سي تي وإجراءات النوافذ لفك تشفير أي أي سي واوق فوربس تقريبًا غير معدل. ومع ذلك، يتم التعامل مع التكمية والتشفير المجسم بشكل مختلف في كل برنامج ترميز. السمة المميزة الأساسية لتنسيق نظام ويندوز الصوتي القياسي هي استخدامه الفريد لخمسة أحجام مختلفة للكتل، مقارنة بـ ام بي ثري واي أي سي اوق وفوربس التي يقيد كل منها حجم الملفات بحجمين فقط. يوسع نظام ويندوز الصوتي المطور هذا عن طريق إضافة حجم الكتلة السادسة المستخدم في 88.2 / 96 معدل أخذ العينات كيلو هرتز.
تدعم أجهزة بلايز فور شورالمعتمدة، بالإضافة إلى عدد كبير من الأجهزة غير المعتمدة ، بدءًا من مشغلات الموسيقى المحمولة باليد إلى مشغلات دي في دي، تشغيل ملفات نظام ويندوز الصوتي. توزع معظم المتاجر عبر الإنترنت المعتمدة من بلايز فور شورالمحتوى باستخدام برنامج الترميز هذا فقط. في عام 2005، أعلنت نوكيا عن خططها لدعم تشغيل نظام ويندوز الصوتي في هواتف نوكيا المستقبلية. في نفس العام، تم توفير تحديث لجهاز بلاي ستيشن بورتابل (الإصدار 2.60) والذي سمح بتشغيل ملفات نظام ويندوز الصوتي على الجهاز لأول مرة.
نظام ويندوز الصوتي المطور (WMA Pro) هو برنامج ترميز محسّن مع فقدان البيانات يرتبط ارتباطًا وثيقًا بمعيار نظام ويندوز الصوتي. يحتفظ بمعظم نفس ميزات الترميز العامة، ولكنه يتميز أيضًا بإستراتيجيات تكميم وترميز إنتروبي محسّن بالإضافة إلى تشفير مجسم أكثر كفاءة. والجدير بالذكر أن العديد من ميزات معدل البت المنخفض لمعيار نظام ويندوز الصوتي قد تمت إزالتها، حيث تم تصميم برنامج الترميز الأساسي للترميز الفعال في معظم معدلات البت. المنافسون الرئيسيون هم أي أي سي واتش أي -أي أي سي وفوربس ودولبي ديجيتال ودي تي اس. وهو يدعم عمق بت عينة 16 بت و 24 بت، ومعدلات أخذ عينات تصل إلى 96 كيلوهرتز وما يصل إلى ثماني قنوات منفصلة (7.1 قناة محيطية). يدعم نظام ويندوز الصوتي المطور أيضًا ضغط النطاق الديناميكي، مما يقلل من اختلاف مستوى الصوت بين أعلى الأصوات وأكثرها هدوءًا في مسار الصوت. وفقًا لأمير ماجديمهر من شركة مايكروسوفت، يمكن لـ نظام ويندوز الصوتي المطور نظريًا أن يتجاوز الصوت المحيطي 7.1 ويدعم «عددًا غير محدود من القنوات»؛ ومع ذلك، اختارت مايكروسوفت قصر قدرتها الحالية على ثمانية (7.1 قنوات منفصلة).
تم تجميد بنية دفق البت لبرنامج الترميز في الإصدار الأول، نظام ويندوز الصوتي المطور9. قدمت الإصدارات اللاحقة من نظام ويندوز الصوتي المطور ترميزًا بمعدل بتات منخفض، وصوتًا بتأخير منخفض، وضع استيفاء التردد، ونطاق موسع لمعدل أخذ العينات وخيارات تشفير عمق البت. يشتمل ملف نظام ويندوز الصوتي المطور المضغوط بوضع الاستيفاء التردد على مسار نظام ويندوز الصوتي المطور9 مشفر بنصف معدل أخذ العينات الأصلي، والذي يتم استعادته بعد ذلك باستخدام خوارزمية ضغط جديدة. في هذه الحالة، لا يمكن لمشغلات نظام ويندوز الصوتي المطور9 التي لم يتم تحديثها إلى برنامج الترميز نظام ويندوز الصوتي المطور10 سوى فك تشفير دفق ا نظام ويندوز الصوتي المطور9 لأقل جودة. بدءًا من نظام ويندوز الصوتي المطور10 برو، يبدأ ترميز ثماني قنوات في 128كيلوبت / ثانية، والمسارات يمكن ترميزها بدقة صوت القرص المضغوط الأصلي (44.1كيلو هرتز، 16 بت)، كان سابقًا مجال معيار في نظام ويندوز الصوتي .
على الرغم من العدد المتزايد للأجهزة المدعومة وتفوقها على نظام ويندوز الصوتي، لا يزال نظام ويندوز الصوتي المطور لديه القليل من دعم الأجهزة والبرامج. بعض الاستثناءات الملحوظة لهذا هي مايكروسوفت زون (تقتصر على الاستريو)، اكس بوكس360 ، الاجهره التي تعمل بنظام ويندوز موبايل مع ويندوز ميديا بلاير 10موبايل، أحدث أجهزة توشيبا قيقابيت وموتورولا، والأجهزة التي تعمل بإصدارات حديثة من برنامج روك بوكس البديل الثابت. بالإضافة إلى ذلك، يعد نظام ويندوز الصوتي المطور مطلبًا لبرنامج شهادة WMV HD. على جانب البرنامج، تستخدم فيرايزوندوز الصوتي المطور10لخدمة في كاست ميوزيك سيرفيس الخاصة بها، نظام وينوقام ويندوز ميديا بلاير 11 بالترويج لبرنامج الترميز كبديل لـ نظام ويندوز الصوتي لنسخ مسارات الأقراص المضغوطة الصوتية. يتم دعم نظام ويندوز الصوتي المطور في سيلفرلايت اعتبارًا من الإصدار 2 (على الرغم من أنه في وضع الاستريو فقط). في حالة عدم وجود أجهزة الصوت المناسبة، يمكن لـ نظام ويندوز الصوتي تلقائيًا خفض مزج الصوت متعدد القنوات إلى ستيريو أو أحادي، ودقة 24 بت إلى 16 بت أثناء التشغيل.
أحد الأمثلة البارزة على استخدام نظام ويندوز الصوتي المطور بدلاً من نظام ويندوز الصوتي الستاندرد هو موقع ان بي سي اولومبيك على الويب الذي يستخدم نظام ويندوز الصوتي المطور10 في وضع معدل البت المنخفض عند 48 كيلو بت / ثانية. 

تسمية للصوت المحيطي 5.1 ، وهو الحد الأقصى لتكوين القناة لـ Windows Media Audio Lossless.

نظام ويندوز الصوتي9 قليل الفقد يعتبر تجسيدًا غير ضياع لـ Windows Media Audio ، وهو برنامج ترميز صوتي من مايكروسوفت، تم إصداره في أوائل عام 2003. يقوم بضغط قرص صوتي مضغوط إلى نطاق من 206 إلى 411 ميجابايت، بمعدلات بت من 470 إلى 940 كيلو بت / ثانية. والنتيجة هي نسخة مكررة من ملف الصوت الأصلي بت مقابل بت؛ بمعنى آخر، ستكون جودة الصوت على القرص المضغوط هي نفس جودة الملف عند التشغيل. يستخدم نظام ويندوز الصوتي قليل الفقد نفس الشيء. نظام ويندوز الصوتي كتنسيقات أخرى لـيدعم 6 قنوات منفصلة وما يصل إلى 24 بت / 96 صوت ضياع كيلوهرتز. لم يتم توثيق التنسيق علنًا أبدًا، على الرغم من أنه تم إجراء هندسة عكسية لوحدة فك ترميز المصدر المفتوح للأنظمة الأساسية غير التابعة لـمايكروسوفت بواسطة مشروع يليباف واف اف ام بي جي
نظام ويندوز الصوتي قليل الفقد (WMA Lossless) هو برنامج ترميز صوتي بدون فقدان يتنافس مع اتراك ادفانسيد لوسليس ودولبي ترو اتش دي ودي تي اس _اتش دي ماستر اوديو وشورتين ومانكيز اوديو وفلاك وابل لوسليس وواف باك (منذ أواخر عام 2011، الثلاثة الأخيرة تتمتع بميزة كونها برامج مفتوحة المصدر ومتاحة تقريبًا لأي نظام تشغيل.) مصمم لأغراض الأرشفة، يقوم بضغط الإشارات الصوتية دون فقدان الجودة من الأصل باستخدام في بي ار. عند فك الضغط، تكون الإشارة الصوتية نسخة طبق الأصل من الأصل. يدعم الإصدار الأول من برنامج الترميز نظام ويندوز الصوتي 9قليل الفقد ومراجعاته ما يصل إلى 96 كيلوهرتز، صوت 24 بت لما يصل إلى 6 قنوات منفصلة (محيط 5.1 قناة) مع تحكم ديناميكي في ضغط النطاق. تتراوح نسبة الضغط النموذجية للموسيقى بين 1.7: 1 و 3: 1.
يتوفر دعم الأجهزة لبرنامج الترميز على كون أي ثري، كون اس ناين، بانق اند امب ; اولفسين سيرناتا سلسلة سوني والك مان وان دابليو زد، زون 4، ايت، ايتي ثيرتي، زون 120 (مع إصدار البرنامج الثابت 2.2 أو أحدث) و Zune HD ، اكس بوكس 360 ، الأجهزة التي تعمل بنظام ويندوز موبايل مع ويندوز ميديا بلاير ويندوز فون موبايل، (الإصدار 8 وما بعده)، طرازي توشيبا قيقابيت اس و V ، توشيبا تي-400 ومشغلات الموسيقى ميزو ام ثري وبيست باي، انسنيا ان اس دي في وبايلوت وسبورت. يدعم Logitech Squeezebox Touch الآن التنسيق أصليًا على الرغم من دعمه سابقًا فقط عبر تحويل الشفرة. مثل WMA Standard ، يتم استخدام WMA Lossless بواسطة عدد قليل من المتاجر عبر الإنترنت لتوزيع الموسيقى عبر الإنترنت. على غرار نظام ويندوز الصوتي المطور ، يمكن لوحدة فك ترميز نظام ويندوز الصوتي قليل الفقد إجراء خلط أقل عندما لا تكون أجهزة الصوت القادرة موجودة.  اعتبارًا من عام 2012، يحتوي مشروعا اف اف ام بي اي جي وليباف على أجهزة فك تشفير نظام ويندوز الصوتي قليل الفقد مفتوحة المصدر تعتمد على الهندسة العكسية لوحدة فك التشفير الرسمية. يمكن فقط فك تشفير ملفات نظام ويندوز الصوتي ذات 16 بت بنجاح بواسطة اف اف ام بي أي جي اعتبارًا من 20 يونيو 2012.

### نظام ويندوز الصوتي (الصوت)
نظام ويندوز الصوتي (الصوت) (WMA Voice) هو برنامج ترميز صوتي مع فقدان الصوت يتنافس مع سبيكس (المستخدمة في خدمة اكس بوكس لايف عبر الإنترنت) واسيلب وبرامج الترميز الأخرى. تم تصميمه للنطاق الترددي المنخفض، وتطبيقات تشغيل الصوت، ويستخدم ترشيح تمرير منخفض وعالي الصوت خارج نطاق تردد الكلام البشري لتحقيق كفاءة ضغط أعلى من نظام ويندوز الصوتي. يمكنه اكتشاف أقسام المسار الصوتي التي تحتوي على كل من الصوت والموسيقى تلقائيًا واستخدام خوارزمية ضغط نظام ويندوز الصوتي القياسية بدلاً من ذلك. يدعم نظام ويندوز الصوتي ما يصل إلى 22.05 كيلو هرتز لقناة واحدة (أحادية) فقط. يقتصر التشفير على معدل بتات ثابت (CBR) وما يصل إلى 20 كيلوبت / ثانية. الإصدار الأول والوحيد من برنامج الترميز هو نظام ويندوز الصوتي 9.
تتمتع الأجهزة التي تعمل بنظام ويندوز موبايل مع ويندوز ميديا بلاير موبايل 10 بدعم أصلي لتشغيل نظام ويندوز الصوتي 9  بالإضافة إلى ذلك، استخدمت بي بي سي وورلد سيرفيس نظام ويندوز الصوتي 9 لخدمة البث الإذاعي عبر الإنترنت.

## جودة الصوت
راجع اختبار الاستماع لبرنامج الترميز للحصول على جدول لنتائج اختبار الاستماع مزدوج التعمية.
تدعي مايكروسوفت أن الصوت المشفر باستخدام نظام ويندوز الصوتي يبدو أفضل من ام بي ثري بنفس معدل البت؛ تدعي مايكروسوفت أيضًا أن الصوت المشفر باستخدام نظام ويندوز الصوتي بمعدلات بت منخفضة يبدو أفضل من ام بي ثري بمعدلات بت أعلى. أظهرت اختبارات الاستماع المزدوجة التعمية مع برامج ترميز الصوت الأخرى المفقودة نتائج متباينة، من الفشل في دعم مزاعم مايكروسوفت حول جودتها الفائقة إلى التفوق على برامج الترميز الأخرى. تم إجراء اختبار مستقل واحد في مايو 2004 عند 128 أظهر kbit / s أننظام ويندوز الصوتي كان مكافئًا تقريبًا لـ ام بي ثري لام؛ أدنى مناي أي سي وفوربيس؛ ويتفوق على اتراك ثري (إصدار البرنامج).
- في 32 كيلوبت / ثانية ،  كان معيار نظام ويندوز الصوتي أفضل بشكل ملحوظ من ام بي ثري لام، ولكنه لم يكن أفضل من برامج الترميز الحديثة الأخرى في اختبار جماعي مستقل في يوليو 2004.
- في 48 kbit / s ، احتل نظام ويندوز الصوتي المطور 10 المرتبة الثانية بعد نيرو اتش أي سي سي وأفضل من نظام ويندوز الصوتي 9.2 في اختبار استماع مستقل تم تنظيمه ودعمه من قبل سيباستيان ماريس ومنتديات هيروجين اوديو في ديسمبر 2006. ومع ذلك، استخدم هذا الاختبار سي بي ار لـنظام ويندوز الصوتي المطور10 وفي بي ار لبرامج الترميز الأخرى.
- في 64 kbit / s ، تفوق نظام ويندوز الصوتي المطور على نيرو اتش أي أي أي سي في اختبار استماع بتكليف مايكروسوفت ولكن تم إجراؤه بشكل مستقل بواسطة ناشونال تيستنق سوفتوير لاب في 1999. من أصل 300 مشارك، «أشار 71٪ من جميع المستمعين إلى أن نظام ويندوز الصوتي المطوركان مساويًا أو أفضل من اتش أي أي أي سي .»  ومع ذلك، وجد اختبار استماع عام في سبتمبر 2003 أجراه روبرتو أموريم أن المستمعين يفضلون 128 kbit / s MP3 إلى 64 صوت نظام ويندوز الصوتي كيلوبت / ثانية بثقة تزيد عن 99٪.
- في 80 كيلوبت / ثانية و 96 kbit / s ، نظام ويندوز الصوتي كانت ذات جودة أقل من اتش أي -أي أي سي واي أي سي -ال سي وفوربيس؛ جودة شبه مكافئة لـ ام بي ثري، وجودة أفضل من ام بي سي في الاختبارات الفردية التي أجريت في 2005.
- في 128 kbit / s ، كان هناك رابط رباعي بيناوتو في فوربيس ولايم ام بي ثري ونظام ويندوز الصوتي المطور 9 واي أي سي في اختبار واسع النطاق في يناير 2006، حيث يبدو كل برنامج ترميز قريبًا من ملف الموسيقى غير المضغوط لمعظم المستمعين.
- في 768 kbit / s ، قدم نظام ويندوز الصوتي المطور9 استجابة كاملة الطيف بنصف معدل البت المطلوب لـ دي تي اس في اختبار مقارن أجرته أي دي ان في أكتوبر 2003. كانت عينة الاختبار 48 كيلو هرتز، 5.1 قناة مسار الصوت المحيطي.

### انتقاد الجودة المزعومة
كثيرًا ما أثارت ادعاءات مايكروسوفت حول جودة صوت نظام ويندوز الصوتي شكاوى. وفقًا لمقال منشور من EDN ، «يتحدى بعض عشاق الموسيقى مزاعم مايكروسوفت بخصوص جودة نظام ويندوز الصوتي». كتب مقال آخر من مطوريي ام بي ثري أن ادعاء مايكروسوفت حول جودة الصوت على القرص المضغوط في 64 كان kbit / s مع نظام ويندوز الصوتي «بعيدًا جدًا عن الحقيقة». في المراحل الأولى من تطوير نظام ويندوز الصوتي، ادعى ممثل من ريل نيتوركس أن نظام ويندوز الصوتي كان «جهدًا واضحًا وعديم الجدوى منمايكروسوفت للحاق بركب ريل اوديو 8».
ادعت مايكروسوفت أحيانًا أن جودة صوت نظام ويندوز الصوتي تبلغ 64 كيلو بت / ثانية يساوي أو يتجاوز ام بي ثري عند 128 كيلوبت / ثانية (يعتبر كل من نظام ويندوز الصوتي وام بي ثري شبه شفاف عند 192 كيلوبايت /ث من قبل معظم المستمعين). في دراسة أجريت عام 1999 بتمويل منمايكروسوفت، وجدت ناشونال سوفتوير تيستينق ليبريتيس (ان اس تي ال) أن المستمعين يفضلون نظام ويندوز الصوتي في 64 كيلوبايت/ ث إلى ام بي ثري بسرعة 128 كيلوبت / ثانية (كما تم ترميزه بواسطة ميوزيك ماتش جوك بوكس).
خضعت كل من برامج تشفير ام بي ثري ونظام ويندوز الصوتي للتطوير والتحسين النشط لسنوات عديدة، لذلك قد تتغير جودتها النسبية بمرور الوقت.

## اللاعبين
بصرف النظر عن مشغل وسائط ويندوز، يمكن تشغيل معظم تنسيقات ضغط نظام ويندوز الصوتي باستخدام الل بلاير r ومشغل وسائط في ال سي وميديا بلاير كلاسيك وام بلاير وريل بلاير ووين امب وزون سوفتوير (مع بعض القيود — دعم البرنامج المساعد دي اس بي ودايركت ساوند الإخراج معطل باستخدام البرنامج المساعد الافتراضي نظام ويندوز الصوتي)،  والعديد من مشغلات وسائط البرامج الأخرى. يدعم برنامج إدارة الوسائط مايكروسوفت زون معظم برامج ترميز نظام ويندوز الصوتي، ولكنه يستخدم مجموعة متنوعة من ويندوز ميديا دي ار ام التي تستخدمها بلايز فور شور .
قام مشروع اف اف ام بي أي جي بهندسة عكسية وإعادة تنفيذ برامج ترميزنظام ويندوز الصوتيللسماح باستخدامها على أنظمة التشغيل المتوافقة مع بوسيكس مثل لينيكس . قام مشروع روكي بوكس بتوسيع برنامج الترميز هذا ليكون مناسبًا للأنوية المدمجة، مما يسمح بالتشغيل على مشغلاتام بي ثري المحمولة والهواتف المحمولة التي تعمل ببرامج مفتوحة المصدر. أعلنت ريل نيتوركس عن خطط لدعم تشغيل ملفات نظام ويندوز الصوتي الخالية من دي ار ام في ريل بلاير لنظام لينيكس. على منصة ماكنتوش، أصدرت مايكروسوفت إصدار باور بي سي من ويندوز ميديا بلاير لنظام التشغيل ماك او اس اكس في عام 2003، ولكن توقف التطوير الإضافي للبرنامج. تدعم مايكروسوفت حاليًا فليب فور ماك نظام ويندوز الصوتي التابع لجهة خارجية، وهو مكون كويك تايم يسمح لمستخدمي ماكنتوش بتشغيل ملفات نظام ويندوز الصوتي في أي مشغل يستخدم إطار عمل كويك تايم ومع ذلك، لا يدعم فليب فور ماك حاليًا برنامج ترميز نظام ويندوز الصوتي.
لا تحتوي جميع أجهزة اندرويد على دعم أصلي لملفات نظام ويندوز الصوتي لأن نظام اندرويد الأساسي لا يدعم هذا التنسيق، ولكن يوجد أيضًا برنامج تابع لجهة خارجية يدعمه.

## التشفير
تتضمن البرامج التي يمكنها تصدير الصوت بتنسيق نظام ويندوز الصوتيو مشغل وسائط ويندوز وصانع افلام ويندوز ومايكروسوفت ايكسبريشن انكودور وسوني سوند فورج وجوم بلاير وريل بلاير ادوبي بريميربرو  ادوبي اوديشن  وادوبي ساوند بوث. يدعم مايكروسوفت اوفيس ون نوت الترميز في جميع برامج ترميز نظام ويندوز الصوتي،  ويدعم ويندوز ميديا اينكودر جميع خيارات معدل البت ودقة الوضوح المتوفرة أيضًا. يمكن لمشغلات مفتوحة المصدر مثل مشغل وسائط VLC القيام ببعض الترميز.

## إدارة الحقوق الرقمية
غالبًا ما يتم استخدام برامج ترميز نظام ويندوز الصوتي مع تنسيق حاوية أي اس اف، والذي يحتوي على تسهيلاتدي ار ام اختيارية. يدعم ويندوز ميديا دي ار ام، الذي يمكن استخدامه مع نظام ويندوز الصوتي، خدمات الاشتراك في الموسيقى محدودة المدة مثل تلك التي تقدمها خدمات التنزيل غير المحدودة، بما في ذلك ام تي فيس ارج ونابستر ورابسودي وياهو! ميوزيك انليمتيد وفيرجن ديجيتال . يتم دعم ويندوز ميديا دي ار ام، وهو أحد مكونات بلايز فور شور وويندوز ميديا كونيكت، على العديد من أجهزة الصوت المحمولة الحديثة وعملاء الوسائط المتدفقة مثل روكو وساوند بريدج واكس بوكس 360 و وي . المشغلات التي تدعم تنسيق نظام ويندوز الصوتيوليس ويندوز ميديا دي ار ام لا يمكنها تشغيل ملفات دي ار ام المحمية.